# Pristimantis rubicundus
Pristimantis rubicundus är en groddjursart som först beskrevs av Jiménez de la Espada 1875.  Pristimantis rubicundus ingår i släktet Pristimantis och familjen Strabomantidae. IUCN kategoriserar arten globalt som starkt hotad. Inga underarter finns listade i Catalogue of Life.